# Chrysobothris pygmaea
Chrysobothris pygmaea es una especie de escarabajo del género Chrysobothris, familia Buprestidae. Fue descrita científicamente por Kerremans en 1897.